# Sopron
Pour l'ancien comitat du royaume de Hongrie, voir Comitat de Sopron.
Sopron ([ˈʃopɾon], en allemand : Ödenburg) est une ville hongroise d’environ 59 000 habitants, située à environ 60 km de Vienne et 220 km de Budapest, au sud-ouest du lac de Neusiedl. Elle s’enfonce comme un éperon en territoire autrichien et constitue ainsi un corridor à traverser pour une section du réseau ferroviaire autrichien.
La ville se trouve dans le comitat de Győr-Moson-Sopron. Comprenant une importante minorité germanophone, elle est officiellement bilingue. C’est l'une des plus anciennes villes du pays et elle constitue un lien entre la Hongrie et son voisin de l’ouest. C'est ce qui est symbolisé dans ses armoiries.

## Histoire

### Jusqu'auXVesiècle

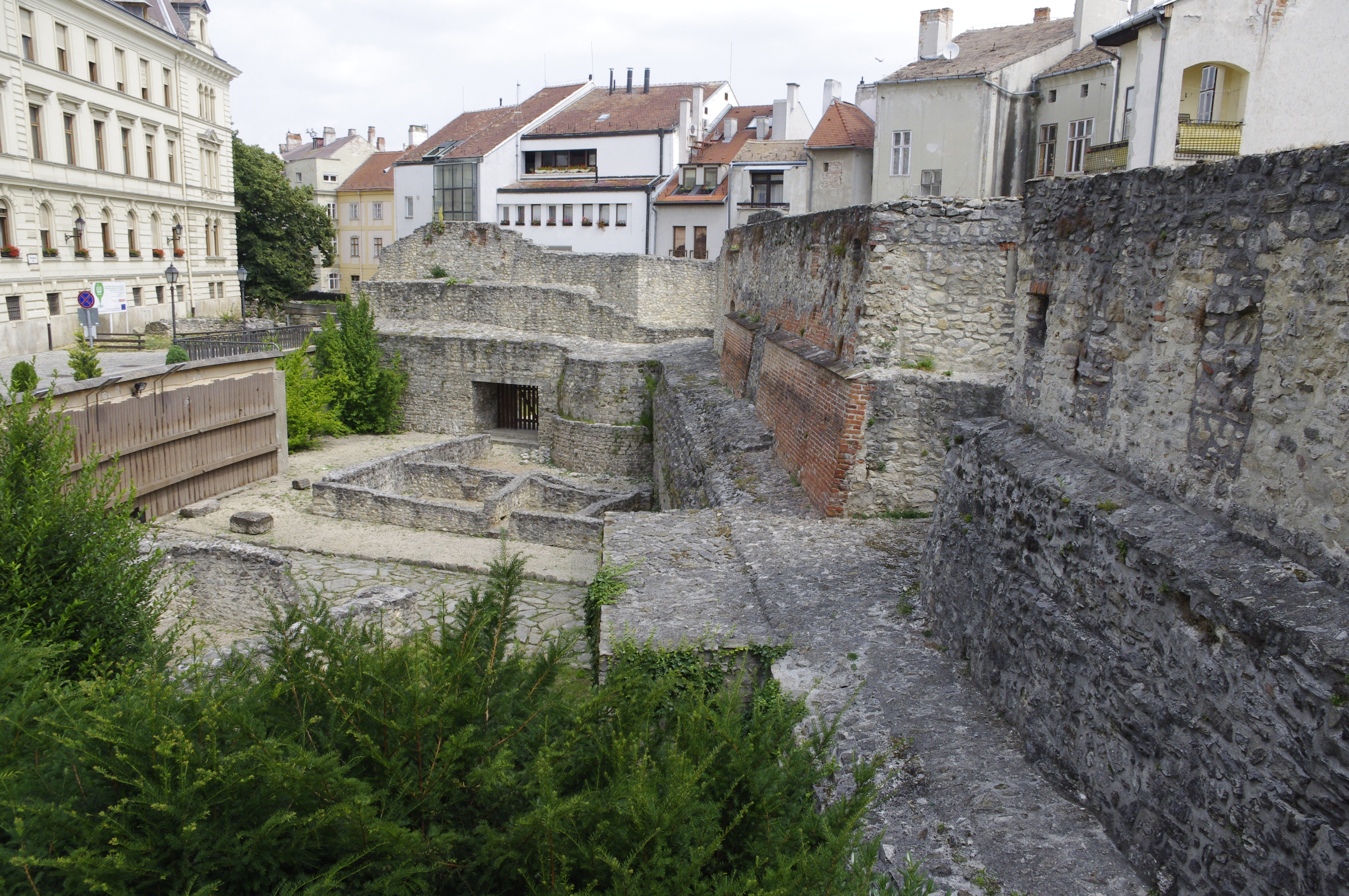
Vestiges de Scarbantia entre l'arrière de l'hôtel de ville et l'ancien mur d'enceinte

L'occupation du lieu est très ancienne : un oppidum celte s'y trouvait, sur lequel s'éleva par la suite une ville romaine nommée Scarbantia. Son forum était là où se trouve maintenant la place principale de Sopron.
Pendant les grandes invasions Scarbantia fut tour à tour investie par les Ruges, les Huns, les Ostrogoths, les Lombards, les Slaves, les Francs, les Moraves et finalement les Magyars. Du IXe siècle au XIe siècle les Hongrois restaurèrent les vieilles murailles romaines et construisirent une forteresse. La ville prit son nom actuel à cette époque, d'un châtelain nommé Suprún. En 1153 elle est mentionnée comme une ville importante.
En 1273 Ottokar II, roi de Bohême, occupa la forteresse mais, bien qu'il eût pris avec lui en otages les enfants des nobles de Sopron, la ville ouvrit ses portes aux armées de Ladislas IV de Hongrie à leur arrivée. Le roi la récompensa en l'élevant au rang de ville libre royale.
Durant la colonisation germanique vers l'Est, les terres avoisinantes et plusieurs quartiers de la ville furent progressivement habités par des fermiers et des marchands germanophones, qui firent bon accueil aux Habsbourg lorsqu'au XVIe siècle, ils intégrèrent la région dans leur empire (voir royaume de Hongrie).

### Autriche-Hongrie
Lorsque par le compromis de 1867, les Habsbourg divisent leur empire en Autriche-Hongrie, la ville fait partie des pays de la Couronne de saint Étienne, soit la couronne hongroise.

### Sopron,civitas fidelissima

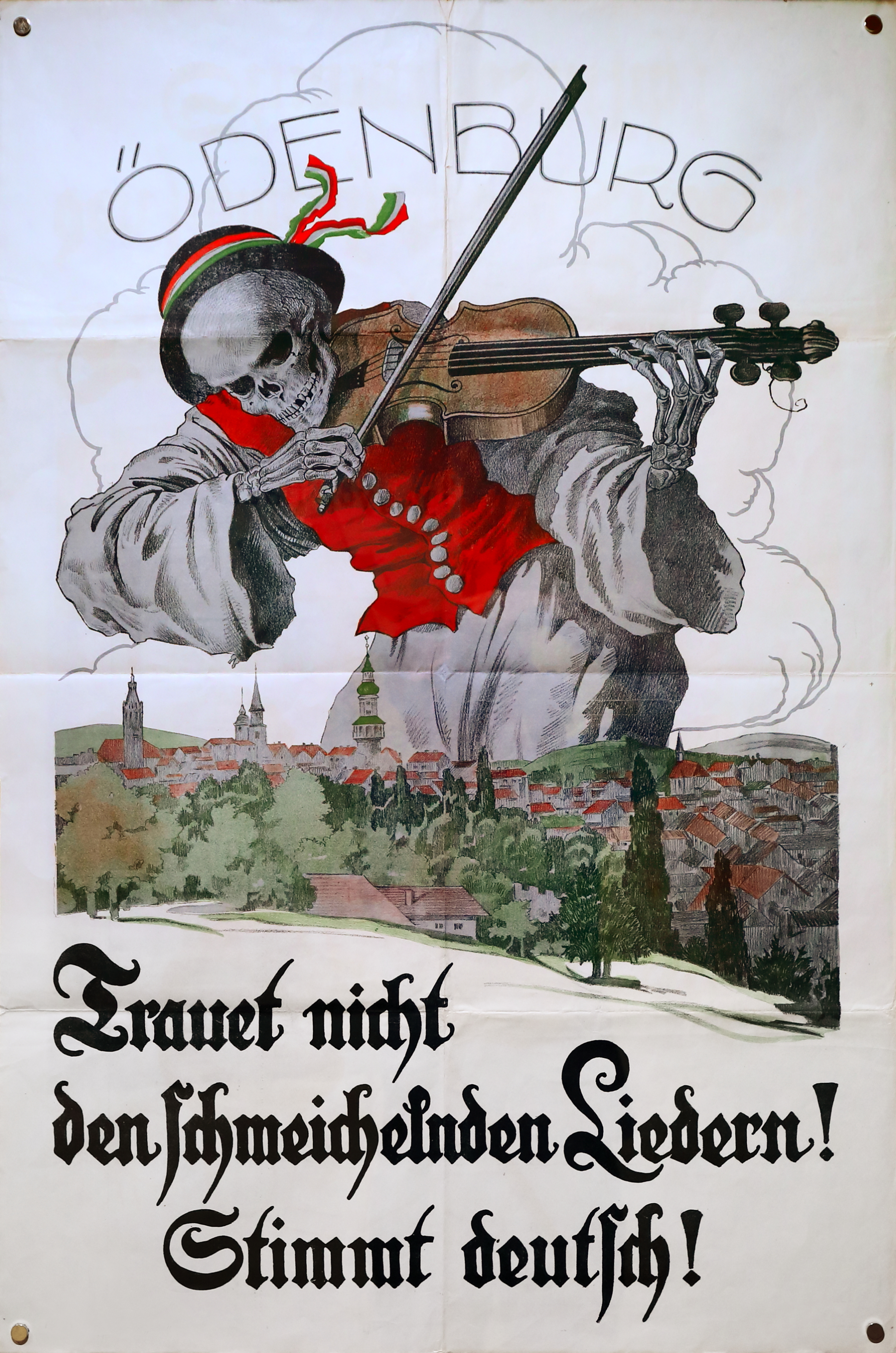
Affiche de la campagne du référendum de 1922 : « Ne vous fiez pas aux mélodies flatteuses, votez allemand ! »

Après la Première Guerre mondiale, le traité de Saint-Germain, qui dissout la Cisleithanie et constitue la république d'Autriche allemande, prévoit de faire de Sopron la capitale du Burgenland dont elle était de loin la ville la plus importante. À la suite de troubles dans la région, dus à des volontaires hongrois qui résistaient au rattachement à la première république d'Autriche, celle-ci conclut avec la Hongrie le protocole de Venise du 13 octobre 1921, prévoyant un référendum à Sopron et dans les huit communes environnantes. Le référendum, tenu le 14 décembre 1922 avec la participation de 89,5 % des électeurs, se prononça pour le retour à la Hongrie par 65,1 % des voix, et 72,7 % à Sopron même, tandis que les communes plus petites votaient en général en faveur de l'Autriche. Sopron reçut alors le titre de Civitas fidelissima (« ville très fidèle ») qui figure sur ses armoiries, et la date du référendum est depuis lors la fête de la ville.
L'administration resta bilingue jusqu'à l'expulsion de nombreux habitants de langue allemande en 1946, à la suite de la Seconde Guerre mondiale qui avait causé à la ville beaucoup de destructions et de souffrances, et notamment la déportation en camps d'extermination de la quasi-totalité de la population juive.
C’est à Sopronkőhida qu’eut lieu, le 19 août 1989, le pique-nique paneuropéen au cours duquel environ 600 citoyens de RDA s'enfuirent en Autriche par la frontière. Chaque année, au même endroit, des fêtes commémorent cet événement.

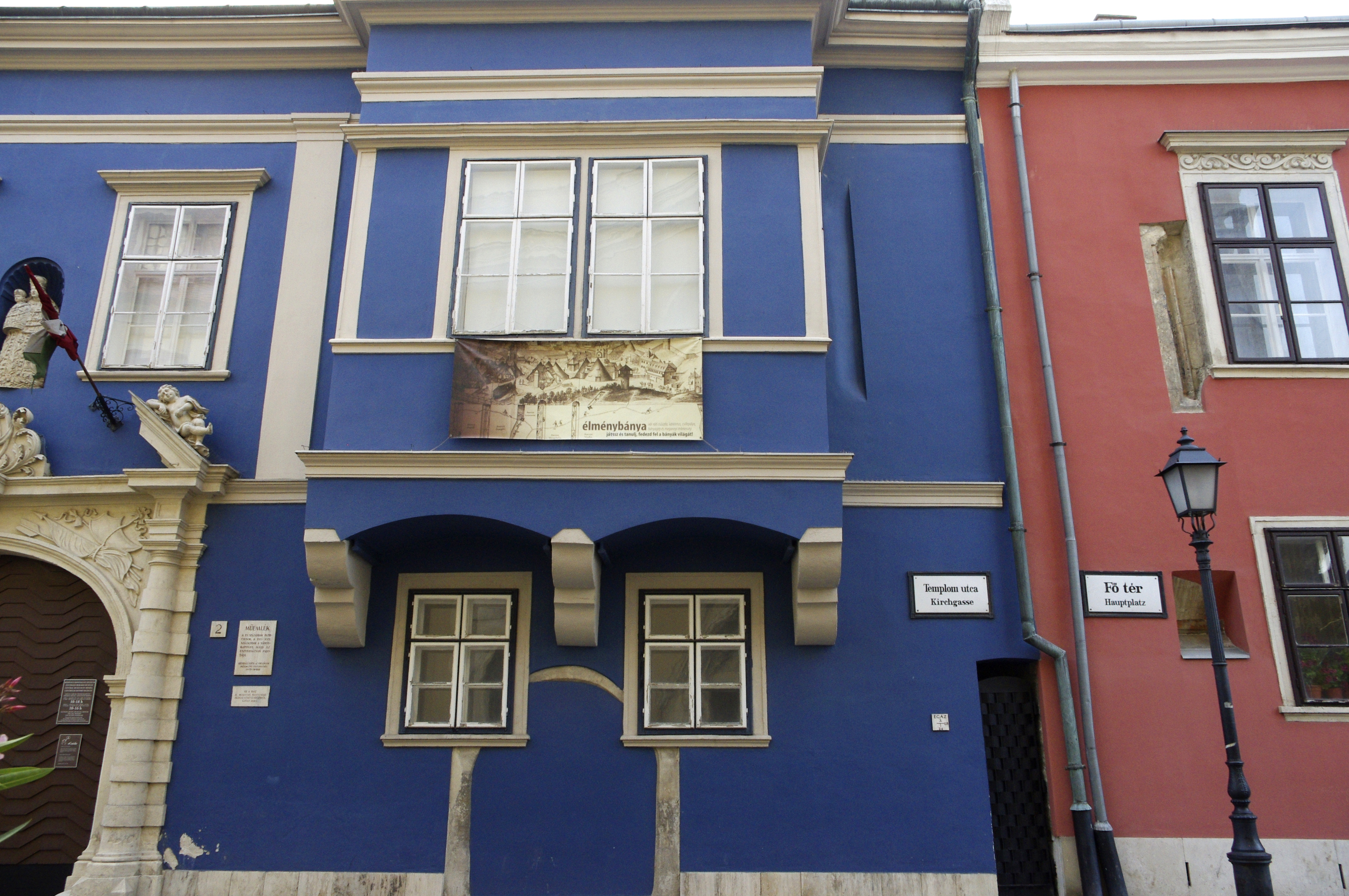
Signalisation bilingue en hongrois et allemand dans le centre-ville historique.

Située en Hongrie occidentale, Sopron connaît actuellement une grande expansion du fait qu’économiquement elle est depuis longtemps liée à l'Autriche. Dans la dernière décennie du XXe siècle elle est devenue une destination attrayante pour les habitants de la conurbation Viennoise qui désirent faire des achats, ce qui lui a valu par plaisanterie le surnom de Shop-ron qui correspond à la prononciation hongroise, si on ne tient pas trop compte des voyelles. Aujourd'hui encore, les dentistes sont très sollicités du fait de leurs tarifs, inférieurs d’un tiers à ceux de leurs collègues autrichiens.
Si la situation en bout du monde de la ville au temps du rideau de fer était un inconvénient majeur, tout a profondément changé. Sa situation favorable entre Vienne et Budapest l’appelle à un grand développement qui en fera un centre de gravité économique.

## Population
| 1870   | 1880   | 1890   | 1900   | 1910   | 1920   |
| ------ | ------ | ------ | ------ | ------ | ------ |
| 23 102 | 25 513 | 29 788 | 35 703 | 36 721 | 38 243 |

| 1930   | 1941   | 1949   | 1960   | 1970   | 1980   |
| ------ | ------ | ------ | ------ | ------ | ------ |
| 39 436 | 46 120 | 35 617 | 41 110 | 47 111 | 53 945 |

| 1990   | 2001   | 2011   | 2022   | - | - |
| ------ | ------ | ------ | ------ | - | - |
| 55 083 | 56 175 | 60 548 | 60 090 | - | - |

## Géographie
La ville est située à environ 220 kilomètres à l'ouest de Budapest, à 80 kilomètres à l'ouest de Győr, à 50 kilomètres au nord de Szombathely et à 60 kilomètres au sud-est de Vienne. 
La frontière entre l'Autriche et  la  Hongrie s'étend à 6 kilomètres de la ville.
La petite rivière Ikva appartenant au bassin du lac de Neusiedl traverse Sopron.
Le lac de Neusiedl  se trouve à 10 kilomètres au nord-est de Sopron.

## Transports

### Transport routier
Sopron est accessible par la route principale 84 depuis Szombathely au sud-est et Eisenstadt au nord-ouest. 
Après le poste frontière de Klingenbach-Sopron (de), elle est prolongée par l'autoroute A3 en direction de Vienne. 
L'autoroute M85 relie Sopron à Győr.

### Transport ferroviaire
Sopron est connecté au réseau ferroviaire hongrois par la gare du GySEV. 
Cette compagnie austro-hongroise assure la gestion et l'entretien des lignes de l'arrière-pays de Sopron et du lac de Neusiedl.
Les lignes ferroviaires qui desservent la gare de Sopron sont : la ligne de Budapest à Rajka par Hegyeshalom, la ligne de Győr à Celldömölk, la ligne de Győr à Veszprém et la ligne de Győr à Sopron.
La gare de Sopron  accueille aussi la ligne ferroviaire de Wiener Neustadt à Sopron (de) et la ligne de Sopron à Kőszeg (hu).

## Patrimoine urbain
Le symbole de la ville est la tour de la Lanterne. Sur son côté sud, la porte de la Fidélité a été érigée en mémoire du référendum de 1921. L'hôtel de ville (hu) a été construit en 1896 à l'occasion du Millénaire de la Hongrie, la maison Storno (hu) qui lui fait face abrite une importante collection. C'est dans l'église de la Chèvre (hu) qu'avaient lieu au XVIIe siècle les couronnements et les sessions du parlement. La colonne de la Trinité (hu) a été construite en style baroque ; un autre monument est l'église des Ursulines (de) construite dans le style néo-gothique. Un fossé circulaire remplace l'ancien fossé du château, la rangée intérieure de maisons suit le tracé des fortifications.

## Personnalités liées à la commune
- Franz Liszt (1811-1886), compositeur hongrois, a donné son premier concert à Sopron. Le palais des congrès et de la culture de Sopron porte son nom ;
- Marianne Czeke (1873-1942), bibliothécaire et féministe hongroise, y est née ;
- Margaret Mahler (1897-1985), psychiatre et psychanalyste américaine, y est née ;
- Elza Brandeisz (1907-2018), danseuse et Juste parmi les nations, y est morte en 2018 ;
- Attila Kotányi (1924-2003), philosophe et architecte-urbaniste, membre de l'Internationale situationniste de 1960 à 1963, y est né ;
- József Soproni (1930-2021), compositeur hongrois y est né ;
- Tímea Babos (1993-), joueuse de tennis professionnelle, athlète olympique .
- Botond Balogh (2002-), footballeur hongrois.
- Szilveszter Csollány (1970-2022), gymnaste artistique hongrois.

## Jumelages
La ville de Sopron est jumelée avec :
| Ville | Ville          | Pays | Pays      | Période                |
| ----- | -------------- | ---- | --------- | ---------------------- |
|       | Bad Wimpfen    |      | Allemagne |                        |
|       | Bolzano        |      | Italie    | depuis 1990            |
|       | Eilat          |      | Israël    |                        |
|       | Eisenstadt     |      | Autriche  |                        |
|       | Kazuno         |      | Japon     |                        |
|       | Kempten        |      | Allemagne | depuis 1987            |
|       | Mediaș         |      | Roumanie  |                        |
|       | Rorschach      |      | Suisse    |                        |
|       | Seinäjoki      |      | Finlande  |                        |
|       | Veliko Tarnovo |      | Bulgarie  | depuis le 23 mars 2002 |
|       | Veliko Tarnovo |      | Bulgarie  | depuis le 23 mars 2002 |